# Stazione di Teramo
La stazione di Teramo è una stazione ferroviaria, gestita da Rete Ferroviaria Italiana, posta sulla ferrovia Teramo-Giulianova, a servizio del comune di Teramo.

## Storia

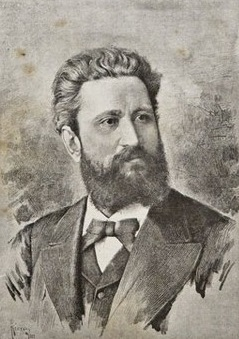
Il Ministro dei Lavori Pubblici Francesco Genala, inauguratore della stazione di Teramo

La stazione ferroviaria di Teramo, capoluogo dell'omonima provincia, venne costruita sul finire del XIX secolo in una zona della città all'epoca considerata ancora periferica rispetto al centro storico vero e proprio. La gestazione delle fasi progettuali, dal punto di vista burocratico e tecnico, fu notevolmente lunga. La realizzazione del complesso, autorizzata con legge del 29 luglio 1879, venne affidata all'impresa Eugenio Lastrucci, già esecutrice di diversi interventi edilizi presso la città di Pianella.
La stazione fu solennemente inaugurata, alla presenza dell'allora Ministro dei Lavori Pubblici Francesco Genala, che giunse a Teramo sul primo treno appena entrato in servizio sulla linea proveniente da Giulianova, il 15 luglio 1884. L'evento fu grandiosamente organizzato nella città di Teramo: la spesa necessaria per i festeggiamenti inaugurali della nuova linea ferroviaria, interamente sostenuta dal comune di Teramo, ammontò a ben 8 499 lire dell'epoca.
Il complesso venne inizialmente concepito come passante e non come terminale, dal momento che il progetto originario era quello di far proseguire i convogli provenienti dalla linea adriatica ben oltre la città di Teramo, inoltrandosi verso l'interno montano. Ben sei, difatti, furono gli studi pubblicati per prolungare la linea ferroviaria oltre lo scalo teramano:
- progetto Garneri (1885);
- progetto Crugnola (1887);
- progetto Muzi (1890);
- progetto Di Vella (1909);
- progetto Verrua (1927);
- progetto delle province di Teramo e dell'Aquila (1952)

Nessuno di questi progetti vide tuttavia la luce, anche se quello che ebbe una certa parziale esecuzione fu quello del Di Vella, che prevedeva la realizzazione della ferrovia Roma-Giulianova, con Teramo che congiungeva i due capolinea. Si sarebbe così realizzata, attraverso quest'opera, una fondamentale linea di collegamento trasversale est-ovest nel centro Italia. Al completamento definitivo del progetto Di Vella mancò tuttavia il collegamento Teramo-Capitignano, poiché la linea Capitignano-L'Aquila venne invece effettivamente realizzata e messa in esercizio nel 1922, salvo poi essere smantellata nel 1935.
Nel 2025, la stazione è stata interessata da lavori di riqualificazione.

## Strutture e impianti

### Fabbricati

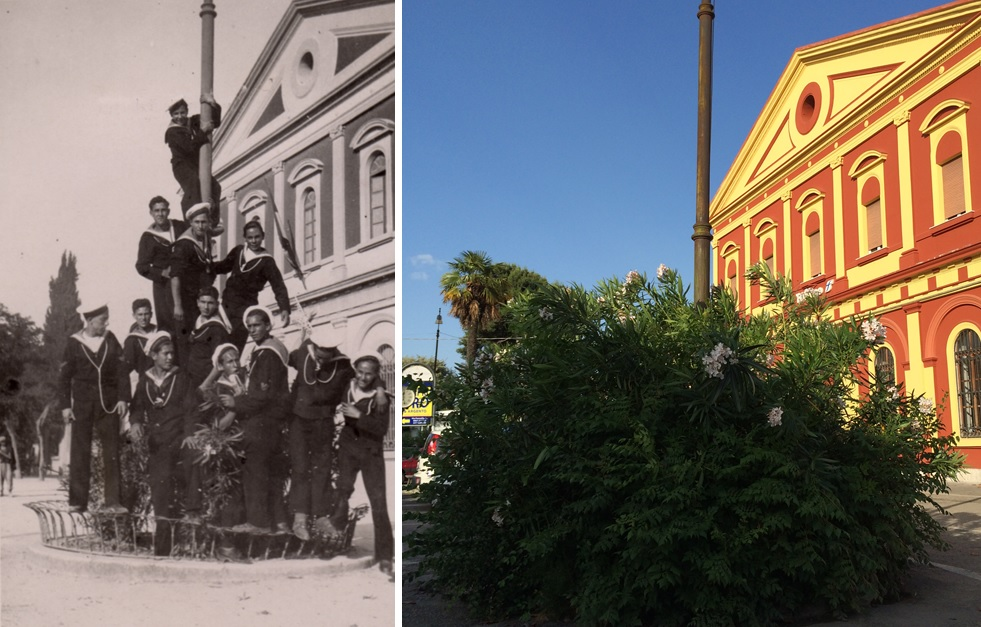
Dettaglio della facciata principale del fabbricato viaggiatori della stazione negli anni quaranta e nel suo aspetto contemporaneo

L'edificio della stazione, con particolare riferimento al fabbricato viaggiatori, rispecchia totalmente quello dell'epoca umbertina nella quale vide la luce: la struttura è dotata di una certa maestosità, nonostante si tratti di una stazione piuttosto piccola. È costituita da un corpo centrale a doppia elevazione, con copertura a foggia vagamente romanica, affiancato da due corpi laterali ad unica elevazione.
Il complesso architettonico, inequivocabilmente pregevole, venne decorato in talune aree interne dal momento che vennero concepiti sin dall'origine ambienti separati per ciascuna delle classi di servizio: trovarono quindi sede le sale d'attesa di prima e di seconda classe. Il piccolo atrio dell'ingresso principale, con volte a crociera, presentava due bei lampadari riccamente decorati, i cui anelli di aggancio sono ancora visibili su entrambi gli archi di sostegno.
Sulla banchina principale, la sala posta all'estremità ovest ospita la sala d'attesa di prima classe. Seguivano quindi la sala d'attesa di seconda classe (corrispondente alla sala d'attesa in uso), l'ufficio del telegrafo e dei biglietti, un ufficio e il locale riservato al capostazione. La biglietteria, nel corso degli anni settanta, venne trasferita direttamente nell'atrio dell'ingresso principale.
La sala d'attesa, un tempo corrispondente alla sala d'attesa di seconda classe, presenta sul soffitto un grazioso affresco raffigurante in due distinti riquadri i diversi mezzi di trasporto: stradale, ferroviario, aereo e navale. L'opera fu inequivocabilmente realizzata copiando l'immagine di copertina del numero 47 del periodico La Domenica del Corriere del 25 novembre 1923, nel quale venne riportata la notizia di una competizione sportiva avvenuta da Parma a Roma nel corso di quello stesso anno tra un'automobile del tempo e una locomotiva. L'immagine della competizione, vinta dall'automobile ed evidentemente di ampio interesse e diffusione nazionale, venne realizzata da Achille Beltrame sulla copertina del popolare settimanale e fu dunque replicata in maniera accurata nell'affresco presente nella stazione di Teramo.

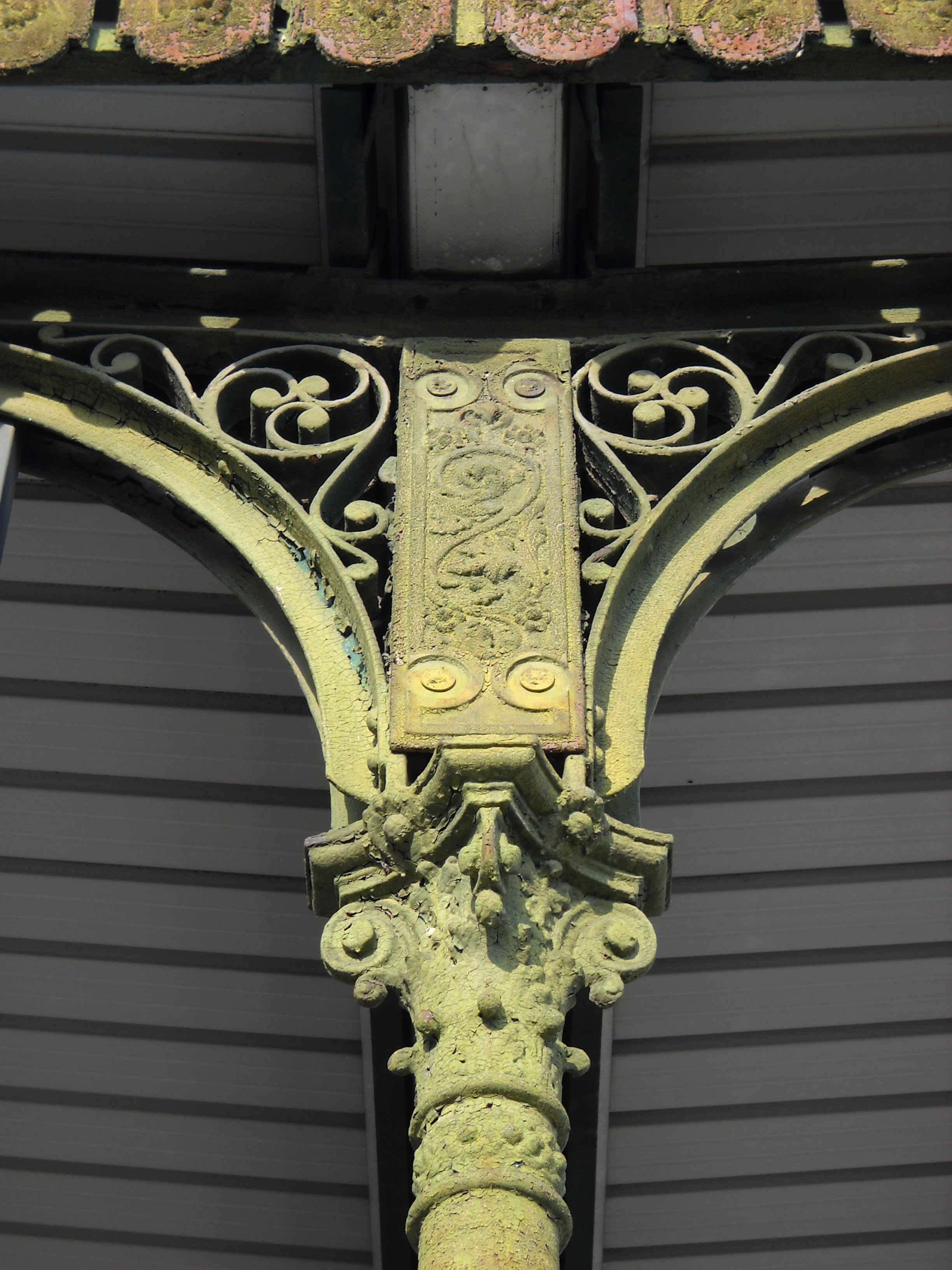
Dettaglio della pensilina in stile Liberty presente sulla banchina principale

Dal lato dei binari, il fabbricato viaggiatori venne tardivamente dotato, intorno agli anni venti del XX secolo di una elegante pensilina in ferro in stile Liberty, con colonne portanti in ghisa e capitelli corinzi. La pensilina fu realizzata dalla società anonima L'Avvenire di Teramo, che nel 1934 sarà incaricata altresì di edificare l'edificio sede del convitto nazionale Melchiorre Delfico a Teramo. Del medesimo periodo è peraltro la fontana di acqua potabile, posta sul lato destro della banchina principale, anch'essa in ghisa e realizzata dalla società anonima L'Avvenire.
Sino alla fine del XIX secolo, nell'oculo circolare posto sul timpano della facciata esterna del fabbricato viaggiatori era installato un orologio monumentale, non più presente. Il giardino della stazione era assai curato ed era altresì dotato di una piccola fontana ornamentale con vasca circolare e getto d'acqua centrale, attualmente non più in funzione, situata al di là del limite sinistro della banchina principale.
Il complesso della stazione vede la presenza, oltre al sopra citato fabbricato viaggiatori, anche di altri edifici accessori al servizio ferroviario: la palazzina che ospita la sala relè, il magazzino per lo scalo merci (dismesso nel luglio 1993), il deposito locomotive e un ulteriore padiglione per l'alloggio degli uffici e del personale.

### Binari

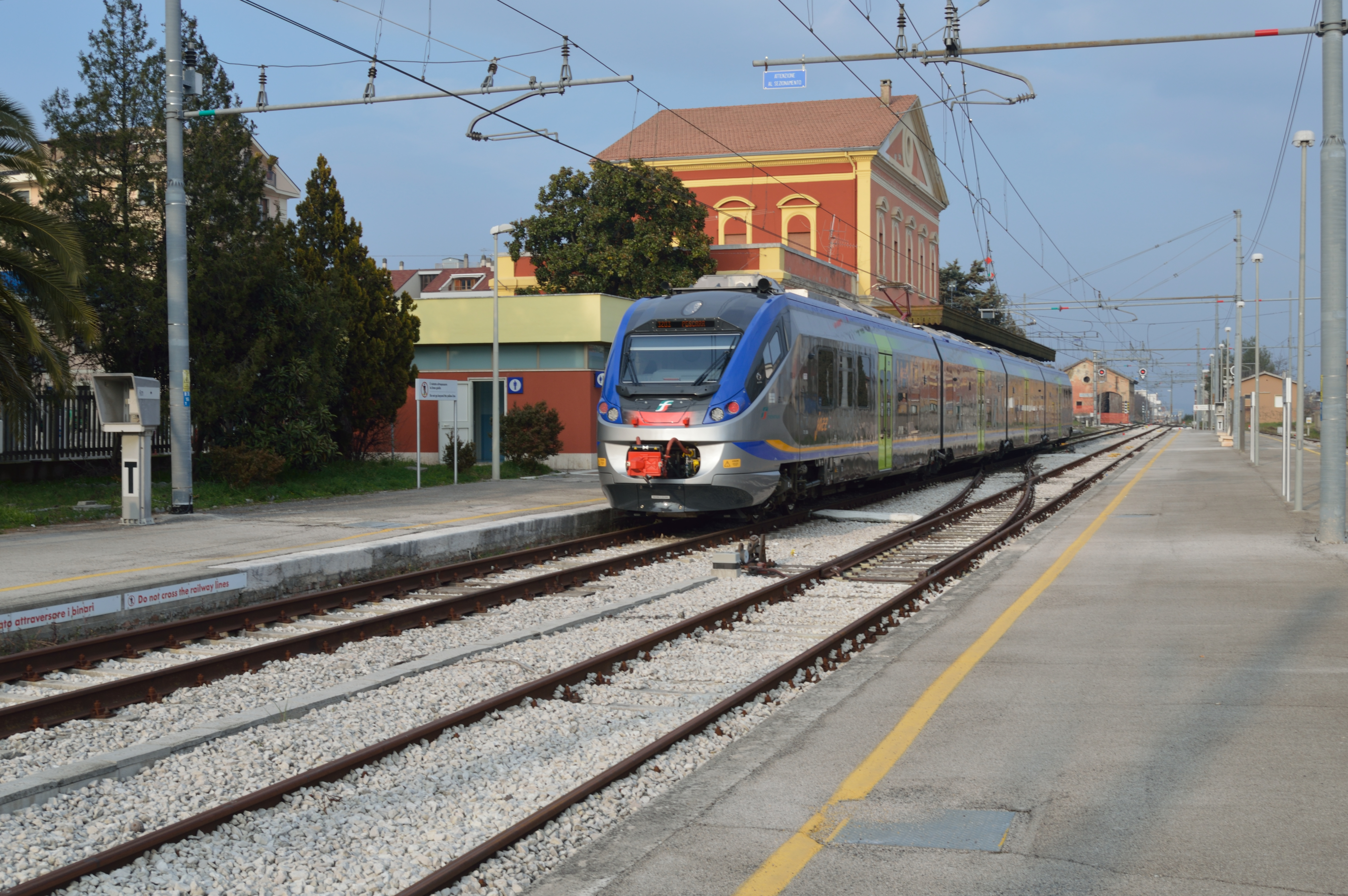
Veduta del piazzale ferroviario con un elettrotreno Jazz in sosta

I binari della stazione di Teramo, un tempo in numero di quattro, sono stati ridotti a due, tutti tronchi, di cui solo il primo è riservato stabilmente all'esercizio ferroviario mentre l'altro costituisce un'asta di manovra e, solo occasionalmente, adibito all'esercizio. Dopo l'ultimo scambio, sul lato ovest, sono poste i relativi paraurti ferroviari. Originariamente, il paraurti ferroviario del binario 1 era posto al km 25+226, in corrispondenza della fine del tronchino di raccordo con il binario 2. Dal quel punto esatto sarebbe dovuto nascere, secondo il progetto originario, il prolungamento della linea ferroviaria, trasformando così finalmente la stazione di Teramo da terminale a passante, ma non si pervenne mai a questo risultato.
Nel corso del tempo i binari sono stati sostituiti due volte: nel 1974 sono stati smantellati i binari originali del 1884, dopo novant'anni di esercizio, e da ultimo, nel 2000, in previsione degli interventi per l'elettrificazione dell'intera linea ferroviaria avvenuta nel 2003. Il 30 marzo 2017 è stato soppresso il terzo binario.

## Movimento
La stazione è servita ordinariamente da treni regionali a orario cadenzato espletati da Trenitalia e Ferrovia Adriatico Sangritana, nel rispetto del contratto stipulato con la Regione Abruzzo, e svolti prevalentemente con elettrotreni Jazz e Minuetto.

## Servizi
La stazione dispone di:
- Biglietteria automatica
- Sala d'attesa
- Servizi igienici
- Bar
- Ristorante

## Interscambi
La stazione è connessa con:
- Fermata autobus urbani, suburbani ed extraurbani